# Liste des tournées de Prince
Pour un article plus général, voir Prince (musicien).
 (juin 2013).
Si vous disposez d'ouvrages ou d'articles de référence ou si vous connaissez des sites web de qualité traitant du thème abordé ici, merci de compléter l'article en donnant les références utiles à sa vérifiabilité et en les liant à la section « Notes et références ».

## Tournées
| En Solo | En Solo                           | En Solo       | En Solo       | En Solo       | En Solo                               |
| --- | --------------------------------- | ------------- | ------------- | ------------- | ------------------------------------- |
| Année | Nom de la tournée                 | Nombre (Est.) | Nombre (Est.) | Nombre (Est.) | Durée                                 |
| Année | Nom de la tournée                 | Spectateurs   | Concerts      | Pays visités  | Durée                                 |
| 1979 | Prince Tour                       | 7 000         | 59            | 1             | 28 novembre 1979 au 3 mai 1980        |
| Première tournée de Prince qui se déroule en deux temps, la seconde étant l'ouverture des concerts de Rick James. La tournée débute à West Hollywood le 28 novembre 1979 dans le club The Roxy et se termine le 3 mai 1980 à Landover dans le Maryland au Capital Centre. |                                   |               |               |               |                                       |
| 1980 | Dirty Mind Tour                   | 186 000       | 35            | 1             | 4 décembre 1980 au 6 avril 1981       |
| La tournée se concentre sur le deuxième (Prince) et troisième album (Dirty Mind) de Prince. Pour la tournée, Lisa Coleman remplace Gayle Chapman aux claviers. Le bassiste André Cymone quitte Prince juste après la tournée. |                                   |               |               |               |                                       |
| 1981 | Controversy Tour                  | 530 000       | 64            | 1             | 20 novembre 1981 au 14 mars 1982      |
| La troisième tournée de Prince démarre le 20 novembre 1981 et marque l'arrivée du bassiste Mark Brown pour remplacer André Cymone. Cette tournée déboucha sur le duel entre Prince et The Time. |                                   |               |               |               |                                       |
| 1982 | 1999 Tour                         | 875 000       | 98            | 1             | 11 novembre 1982 au 10 avril 1983     |
| Cette tournée géante fait le tour des États-Unis, contribuant à diffuser la popularité de Prince et de l'album 1999 dans tout le pays. Prince et ses musiciens sont accompagnés de Jill Jones pour la tournée. |                                   |               |               |               |                                       |
| 1990 | Nude Tour                         | 1 700 000     | 67            | 16            | 2 juin au 10 septembre 1990           |
| Cette tournée revient à une formule plus basique et moins onéreuse. Prince n'a pas beaucoup participé aux répétitions pour tourner Graffiti Bridge. Les chorégraphies sont réalisées par le trio Game-Boyz. |                                   |               |               |               |                                       |
| Avec The Revolution |                                   |               |               |               |                                       |
| Année | Nom de la tournée                 | Nombre (Est.) | Nombre (Est.) | Nombre (Est.) | Durée                                 |
| Année | Nom de la tournée                 | Spectateurs   | Concerts      | Pays visités  | Durée                                 |
| 1984 | Purple Rain Tour                  | 1 700 000     | 111           | 2             | 4 novembre 1984 au 7 avril 1985       |
| Prince, propulsé au sommet grâce à son film Purple Rain, réalise cette première tournée avec The Revolution (l'une des plus rentables des années 1980) dont les concerts remplissent des salles de plus en plus grandes. |                                   |               |               |               |                                       |
| 1986 | Hit n Run – Parade Tour           | 317 000       | 34            | 9             | 23 août au 9 septembre 1986           |
| De courte durée, c'est la première tournée mondiale de Prince, la seconde et dernière avec The Revolution, et qui se conclura par la dislocation du groupe. |                                   |               |               |               |                                       |
| Avec The Lovesexy Band |                                   |               |               |               |                                       |
| Année | Nom de la tournée                 | Nombre (Est.) | Nombre (Est.) | Nombre (Est.) | Durée                                 |
| Année | Nom de la tournée                 | Spectateurs   | Concerts      | Pays visités  | Durée                                 |
| 1987 | Sign o' the Times Tour            | 400 000       | 98            | 48            | 21 février au 31 décembre 1987        |
| Première tournée de Prince après la dissolution de The Revolution où l'on découvre un groupe entièrement nouveau. La maison de disques Warner Bros. Records ainsi que les manageurs de Prince désiraient une tournée mondiale à travers les États-Unis et le Japon en plus de l'Europe. Prince désirait toutefois ne tourner qu'en Europe, où ses trois derniers albums se sont mieux classés qu'aux États-Unis. |                                   |               |               |               |                                       |
| 1988 | Lovesexy Tour                     | 1 200 000     | 87            | 13            | 8 juillet 1988 au 13 février 1989     |
| La tournée se déroule presque entièrement à guichets fermés en Europe mais pas aux États-Unis. Le spectacle, qui prend place sur une scène centrale au décor évolutif, engendre un budget technique très important, tout en assurant un succès tant critique que financier. |                                   |               |               |               |                                       |
| Avec The New Power Generation |                                   |               |               |               |                                       |
| Année | Nom de la tournée                 | Nombre (Est.) | Nombre (Est.) | Nombre (Est.) | Durée                                 |
| Année | Nom de la tournée                 | Spectateurs   | Concerts      | Pays visités  | Durée                                 |
| 1992 | Diamonds and Pearls Tour          | 910 000       | 56            | 9             | 3 avril au 12 juillet 1992            |
| Première tournée avec son groupe New Power Generation. Celle-ci ne passe que par les pays où les derniers albums se sont le mieux vendus. Le spectacle est encore une fois meilleur que le précédent, des chorégraphies encore plus magnifiques, des effets visuels et techniques plus importants et des chansons toujours plus envoûtantes.                                                                     |                                   |               |               |               |                                       |
| 1993 | Act I Tour                        | 140 000       | 39            | 2             | 18 février au 12 juillet 1993         |
| Prince réalise une tournée complète à travers les États-Unis, passant par des salles moyennes pour s'assurer que les places soient toutes vendues. |                                   |               |               |               |                                       |
| 1993 | Act II Tour                       | 720 000       | 37            | 10            | 26 juillet au 8 septembre 1993        |
| La tournée Act II Tour est la seconde étape de la tournée Act Tour, promouvant l'album Love Symbol Album. La tournée passe cette fois-ci par l'Europe. |                                   |               |               |               |                                       |
| 1993 | Interactive Tour                  | 32 000        | 38            | 4             | 15 septembre 1993 au 12 décembre 1994 |
| La tournée est irrégulière et non officielle en raison des conflits entre Prince et la maison de disques Warner Bros. Records. |                                   |               |               |               |                                       |
| 1995 | The Ultimate Live Experience      | 230 000       | 32            | 5             | 14 janvier au 31 mars 1995            |
| Une petite tournée organisée par Warner Bros malgré des tensions. |                                   |               |               |               |                                       |
| 1996 | Gold Tour                         | 80 000        | 11            | 1             | 8 janvier au 19 février 1996          |
| Une tournée très brève, Prince annonçant sa retraite de l'industrie musicale (mais y renonce finalement) et commence une Vendetta avec Warner Bros, se tatouant la joue avec le mot Slave en signe de rébellion. |                                   |               |               |               |                                       |
| 1995 | Love 4 One Another Charities Tour | 135 000       | 60            | 2             | 11 mai 1995 au 29 juin 1997           |
| Une longue tournée bien qu'elle ne comporte que peu de concerts. Tous les bénéfices seront reversés à l'organisation caritative Love 4 (d'où le nom de la tournée). Mais la majorité des concerts à Paisley Park n'engendra que de très faibles revenus. |                                   |               |               |               |                                       |
| 1997 | Jam of the Year Tour              | 834 000       | 92            | 2             | 21 juillet 1997 au 23 janvier 1998    |
| Prince prend le nom de Love Symbol. C'est la première vraie tournée depuis près de 5 ans et ses bénéfices dépassent largement ceux du Purple Rain Tour. Son succès est dû à une bonne promotion, un nouvel album et un spectacle charismatique. |                                   |               |               |               |                                       |
| 1998 | Newpower Soul Tour                | 385 000       | 97            | 10            | 6 février 1998 au 28 juillet 2000     |
| Une tournée importante mais qui ne suffit pas à faire monter les ventes de ses nouveaux albums. L'organisation est la même que pour la précédente. |                                   |               |               |               |                                       |
| 2000 | Hit 'N' Run Tour                  | 235 000       | 46            | 1             | 8 septembre 2000 au 11 juin 2001      |
| Prince reprend enfin son véritable patronyme et nom de scène grâce à la fin de son contrat avec Warner Bros. Malgré tout, ses ventes ne grimperont pas. |                                   |               |               |               |                                       |
| 2001 | A Celebration Tour                | 82 000        | 6             | 1             | 15 juin au 5 août 2001                |
| Une tournée courte et sans supplément par rapport à la précédente. |                                   |               |               |               |                                       |
| 2002 | One Nite Alone...Tour             | 310 000       | 88            | 10            | 1er mars au 15 décembre 2002          |
| Tournée mondiale promouvant l'album One Nite Alone..., deux concerts ont été enregistrés et publiés: One Nite Alone... Live! et C-Note. |                                   |               |               |               |                                       |
| 2003 | 2003-2004 World Tour              | 110 000       | 24            | 3             | 17 octobre 2003 au 15 février 2004    |
| Une tournée d'échauffement. |                                   |               |               |               |                                       |
| 2004 | Musicology Tour                   | 1 500 000     | 102           | 2             | 24 février 2004 au 19 mars 2005       |
| Avec cette tournée, Prince marque son retour triomphant sur la scène. L'album connaîtra enfin de nouveau un succès. C'est la première fois que Prince offre son album à l'entrée des salles. |                                   |               |               |               |                                       |
| 2006 | Tàmar Presentation Tour           | 42 550        | 13            | 1             | 19 janvier au 18 mars 2006            |
| Cette tournée improvisée sera l'occasion de présenter la nouvelle protégée de Prince. |                                   |               |               |               |                                       |
| 2006 | 3121 Las Vegas Residency          | 230 000       | 106           | 1             | 20 mars 2006 au 16 juillet 2007       |
| Une large série de concerts à Las Vegas qui développe un nouveau concept dans lequel Prince se concentre sur une seule salle. |                                   |               |               |               |                                       |
| 2007 | Earth Tour                        | 452 519       | 44            | 1             | 1er août et 10 octobre 2007           |
| Les concerts se déroulent dans la nouvelle salle O2 Arena de Londres. La tournée reprend le concept de la précédente. |                                   |               |               |               |                                       |
| 2009 | LotusFlow3r Tour                  | 27 328        | 14            | 4             | 31 janvier au 24 octobre 2009         |
| Cette tournée est large et contient peu de concerts. |                                   |               |               |               |                                       |
| 2010 | 20Ten Tour                        | 315 000       | 21            | 10            | 4 juillet au 18 novembre 2010         |
| Tournée européenne de 21 dates… |                                   |               |               |               |                                       |
| 2010 | Welcome 2 America Tour            | 1 300 000     | 112           | 19            | 15 décembre 2010 au 25 septembre 2012 |
| Une tournée de grande envergure. Des haut et des bas, de nombreux pays revisités comme le Canada et l'Australie. |                                   |               |               |               |                                       |
| Avec 3rdeyegirl |                                   |               |               |               |                                       |
| Année | Nom de la tournée                 | Nombre (Est.) | Nombre (Est.) | Nombre (Est.) | Durée                                 |
| Année | Nom de la tournée                 | Spectateurs   | Concerts      | Pays visités  | Durée                                 |
| 2013 | Live Out Loud Tour                | 155 000       | 60            | 7             | 16 janvier 2013 au 30 août 2013       |
| Tournée semblable à celle de 2002, un groupe entièrement féminin des concerts dans de petites salles. |                                   |               |               |               |                                       |
| 2014 | Hit and Run Tour                  | 156 000       | 30            | 5             | février 2014 à juin 2014              |
| Tournée européenne courte et sans bénéfice |                                   |               |               |               |                                       |

## Pays dans lesquels Prince a donné des concerts
| Amériques | Europe | Moyen-Orient          | Asie            | Océanie                                |
| --- | --- | --------------------- | --------------- | -------------------------------------- |
| - Amérique du Nord : - États-Unis - Canada - Caraïbe : - Îles Turques-et-Caïques - Amérique du Sud : - Argentine - Brésil | - Allemagne - Autriche - Belgique - Danemark - Espagne - Finlande - France - Hongrie - Irlande - Italie - Luxembourg - Norvège - Pays-Bas - Pologne - Portugal - Royaume-Uni - Suède - Suisse - Monaco - Russie | - Émirats arabes unis | - Chine - Japon | - Australie - Hawaï - Nouvelle-Zélande |